# The Prayer Boat
The Prayer Boat was een Ierse popgroep, ontstaan in 1987, die zijn naam ontleende aan het Indisch festival waar jaarlijks miljoenen mensen wierook kaarsen branden en op kleine rieten bootjes (de zogenaamde 'prayer boats') langs de rivier de Ganges varen om hun wensen en gebeden uit te laten komen.
Leadzanger Emmett Tinley was het muzikale brein achter de band. In 1989 zond hij een demo naar platenmaatschappij RCA met als resultaat het debuutalbum in 1990 (Oceanic feeling). Na een commercieel slechte periode verhuisden de bandleden naar Glasgow om hun carrière nieuw leven in te blazen. Na een aantal redelijk succesvolle singles (Dark Green en Saved) kwam de band in 1998 met de geroemde plaat 'Polichinelle'. Dit prachtige album ontving met name in het Verenigd Koninkrijk grote loftuitingen. Met vocale maar vooral instrumentale harmonie wist The Prayer Boat muziekliefhebbers in vervoering te brengen. In Nederland kwam de roem van de band nooit van de grond. Enkele malen deed het muzikale ensemble Paradiso in Amsterdam aan maar tot een doorbraak kwam het nooit. Wegens het karige bestaan en de arbeid die de bandleden naast hun muzikantenbestaan moesten verrichten, gaf de band er in 2001 definitief de brui aan. Emmet Tinley vervolgde zijn weg als soloartiest. In 2005 bracht hij met producer Victor van Vugt het album 'Attic Faith' uit. In samenwerking met het Haagse Mass Market Recordings kwam in oktober 2011 ook nog het album 'Emmett Tinley' uit.
In december 2009 gaf The Prayer Boat (Tinley met een nieuwe band) nog een exclusief optreden in Paradiso, Amsterdam. Dit ter gelegenheid van tien jaar Polichinelle. Begin 2010 werd Polichinelle in het kader van het tienjarig jubileum opnieuw uitgebracht door Mass Market Recordings. Voor de Benelux bevat de cd 5 extra tracks. Maar ook deze poging leidde niet tot de populariteit die kenners de Prayer Boat (en Tinley) ooit toedichtten.

## Releases
- 1990: Oceanic Feeling
- 1995: Bury This Thing EP
- 1995: Dark Green EP
- 1996: Saved EP
- 1999 Polichinelle
- 2010: Polichinelle 10th anniversary BENELUX edition feat. 5 bonus tracks